# Chelha du Sud oranais et de Figuig
Vous pouvez partager vos connaissances en l’améliorant (comment ?) selon les recommandations des projets correspondants.
Le berbère du Sud oranais et de Figuig est un continuum linguistique du groupe berbère zénète parlé dans un certain nombre d'oasis du sud-ouest de l'Algérie, ainsi que les proches du Maroc. Il s'agit notamment de la plupart des ksour entre Mecheria et Béni Abbès: Tiout, Ain Sfisifa (ou Sfissifa), Boussemghoun, Moghrar, Chellala, Asla, Fendi, Mougheul, Lahmar, Boukais, Sfissifa, Ouakda, Barrbi près de Taghit, Igli, et Mazzer en Algérie, les 7 ksours de Figuig (Aït Wadday, Aït Amar, Aït Lamiz, Aït Sliman, Aït Anaj, Aït Addi et Iznayen), Iche et Aïn Chaïr au Maroc ainsi que plusieurs oasis de la région. 
Parmi ces villes, le seul dont le dialecte a été étudié en détail est Figuig (Kossmann, 1997). Une étude rapide des dialectes du nord, y compris les textes et le vocabulaire, a été réalisée par Basset (1885), tandis que la grammaire esquisse de son membre le plus méridional, Igli, est fournie par Kossmann (2010).
Comme beaucoup d'autres variétés berbères, ces dialectes utilisent une négation verbale bipartie. La négation préverbale est ul (localement un, il), le négateur postverbal est ša (Igli, Mazzer) / šay (Figuig, Iche, Moghrar) / iš (Boussemghoun, Ain Chair), à la fois avec les deux derniers apparaissant comme allomorphes à Tiout. Les chiffres 1-2 sont berbères, tandis que la hausse des chiffres sont des emprunts à l'arabe.